# Hilarimorpha pusilla
Hilarimorpha pusilla är en tvåvingeart som beskrevs av Johnson 1923. Hilarimorpha pusilla ingår i släktet Hilarimorpha och familjen Hilarimorphidae.
Artens utbredningsområde är Vermont. Inga underarter finns listade i Catalogue of Life.